# Писаржевський Лев Володимирович
Професор Лев Володимирович Писаржевський (нар. 1 (13) лютого 1874, Кишинів, Бессарабська губернія, Російська імперія — пом. 23 березня 1938, Дніпропетровськ, Українська РСР, СРСР) — радянський вчений у галузі фізичної хімії українського походження. Доктор хімічних наук, дійсний член Всеукраїнської академії наук  (1925 рік) та Академії наук СРСР (1930). Лауреат Ленінської премії (1930 рік), лауреат Ломоносівської премії (1899 рік, Петербурзька АН, разом із Петре Мелікішвілі). Основні праці присвячено властивостям і будові перекисів і надкислот, дослідженню впливу розчинника на хімічну рівновагу та вільну енергію хімічних реакцій, проблемам хімії з точки зору електронних уявлень. Створив основи електронної теорії окиснювально-відновлювальних реакцій, запропонував теорію гальванічного елементу, яка враховує термодинамічну рівновагу між іонами та електронами у металі. Заклав основи електронної теорії гетерогенного каталізу.

## Біографія
Лев Володимирович Писаржевський народився 1 (13 лютого) 1874 року у молдовському місті Кишинів, що тоді входило до складу Бессарабської губернії Російської імперії.
У 1896 році Лев Володимирович закінчив Імператорський Новоросійський університет (нині — Одеський національний університет імені І. І. Мечникова) у місті Одеса і продовжив там працювати. У 1898 році юнак призначений лаборантом. За дослідження у галузі перекисних сполук, викладені у 18 публікаціях і узагальнених у зведеній праці «Исследования над перекисями», Писаржевський разом зі своїм наставником професором Петре Мелікішвілі був удостоєний у 1899 році Ломоносовської премії Петербурзької академії наук. У 1900 році науковець був відряджений на два роки за кордон, де працював у Фізико-хімічному інституті Оствальда у Лейпцигу. По поверненні до Одеси, Писаржевський у 1902 році захистив магістерську дисертацію на тему «Перекиси и надкислоты».
1904 року хімік був призначений на посаду професора Юр'ївського університету. У 1908—1912 році професор Київського політехнічного інституту, який залишив на знак протесту проти політики обмеження прав викладачів і студентів, що проводилася міністром народної освіти Левом Кассо. Разом із Левом Володимировичем свої університети тоді покинули близько 100 професорів, а 1912 року в Москві він захистив докторську дисертацію на тему «Свободная энергия химической реакции и растворитель». У 1911—1913 роках викладав на Бестужевських курсах та у Психоневрологічному інституті у Петербурзі. 1912 року брав участь у створенні та редагуванні журналу "Природа". У 1913—1932 професор Гірничого та Хіміко-технологічного інститутів у Дніпрі, що до 1926 року звався Катеринославом.
21 жовтня (3 листопада) 1915 року у Катеринославі відбулося освячення Дослідної станції з виробництва металевого йоду з морських водоростей за винайденим професором Писаржевським та старшим лаборантом М. Аверкієвим каталітичним методом та на їхньому обладнанні. Водорості філофора, що добувалися в 80-ти милях від Одеси у відкритому морі, висушувалися і надходили на переробку до Катеринослава, де спалювалися. Далі з них добували йод, середньодобовий вихід якого становив з кінця вересня не менше 10 фунтів.
У 1924—1926 Писаржевський працював ректором Катеринославського Гірничого інституту. А 1927 року заснував у Дніпропетровську  Інститут фізичної хімії, що з 1934 року став інститутом Академії наук УРСР. У 1928 Писаржевський став членом-кореспондентом Академії наук СРСР, а вже через два роки дійсним членом і отримав Ленінську премію. З 1929 року по 1934 рік Лев Володимирович викладав у Тбіліському політехнічному інституті. Потім повернувся до Дніпропетровська.
Помер 23 березня 1938 року в Дніпропетровську. Там же й похований.

## Наукова діяльність
Наукова діяльність Льва Володимировича Писаржевського була присвячена вивченню перекисних сполук, дослідженню ролі розчинників в хімічних процесах та створенню основ електронної хімії. Вчений створив основи електронної теорії окислювально-відновлювальних реакцій, запропонував теорію гальванічного елементу, яка враховує термодинамічну рівновагу між іонами та електронами в металі. Створивши електронну теорію каталізу, увів уявлення про роль електронів провідності при взаємодії твердого каталізатора як єдиного цілого з молекулою реагенту. У підручнику «Вступ до хімії» (1926 року) вперше виклав весь матеріал хімії з позиції електронної теорії будови атомів та молекул.
Після смерті вченого Інститут фізичної хімії очолювали учні Лева Володимировича, і на сьогоднішній день цей науковий заклад залишається провідним в Україні у галузі фізичної хімії.
Поряд із загально визнаною теорією процесів окислення-відновлення і формулюванням подібності і відмінності між хімічними і електрохімічними процесами, великий науковий і практичний інтерес представляє запропонована Л. В. Писаржевським теорія рівноважних електродних процесів, яку в подальшому розвивали О. І. Бродський, М. А. Ізгаришев М. А. Ізмайлов, В. А. Плеськов та інші дослідники.
Л. В. Писаржевский виконав цикл робіт в сфері електронної теорії гетерогенного каталізу.
Його ідеї про залежності властивостей твердого тіла від електронної структури лягли в основу теорії окислювально-відновного каталізу, розробленої його найближчими учнями — академіками АН УРСР Володимиром Ройтером, В. А. Поляковим та іншими.
Підручники Писаржевського:
- «Введение в химию» (1926 рік)
- «Неорганическая химия» (1930 рік, разом із М. А. Розенбергом)

Інші праці:
- «Термохимич. данные относительно некоторых органич. соединений» («Журнал Русского Химического Общества», 1897)
- «Электролиз β-метилглицидной и β-метилглицероновой кислот» (ib., 1897)
- «Из области химического равновесия» (ib., 1903); «Влияние растворителя на константу равновесия» (ib., 1904)
- «Thermochemische Studien über die üebersäuren» («Z. anorg. Ch.», 1900, та «Журнал Русского Химического Общества», 1900)
- «Hyperoxyde des Zirkoniums, Ceriums und Thoriums» (ib., 1900)
- «Ueber die Einwirkung von Wasserstoffperoxyd auf die Salze der Vanadin- und Uebervanadinsäure»
- «Einige Worte über die Ueberwolframsäure, Ueberuransäure und Uebervanadinsäure»
- «Wirkung von Wasserstoffperoxyd und Natriumhypochlorit auf die Oxyde von Thorium, Zirkonium und Cerium» и «Katalyse der Salze der Uebersäuren» (ib., 1902)
- «Uebervanadinsäure» («Z. physik. Ch.», 1903)
- «Einwirkung von Wasserstoffperoxyd auf Kaliummetavanadat» (ibid., 1901 г. та «Журнал Русского Химического Общества», 1901)
- «Der Zustand einiger Uebersäuren und ihrer Salze in Lösung» (ib., 1903)
- «Der Einfluss des Lösungsmittels auf die GIeichgewichtskonstante und die Beziehung zwischen dem elektrischen Leitvermögen und der innern Reibung» (ib., 1905)
- тощо.

## Вшанування пам'яті
Ім'я академіка у 1938 році присвоєно Інституту фізичної хімії, який він заснував та де він працював останні роки. Також на будівлі цього інституту знаходиться меморіальна табличка на честь науковця.
Меморіальна дошка на честь вченого відкрита й на будівлі корпусу № 2 Дніпровського національного університету ім. Олеся Гончара.
У Дніпрі сквер, де збереглася могила вченого, названо парком Писаржевського.

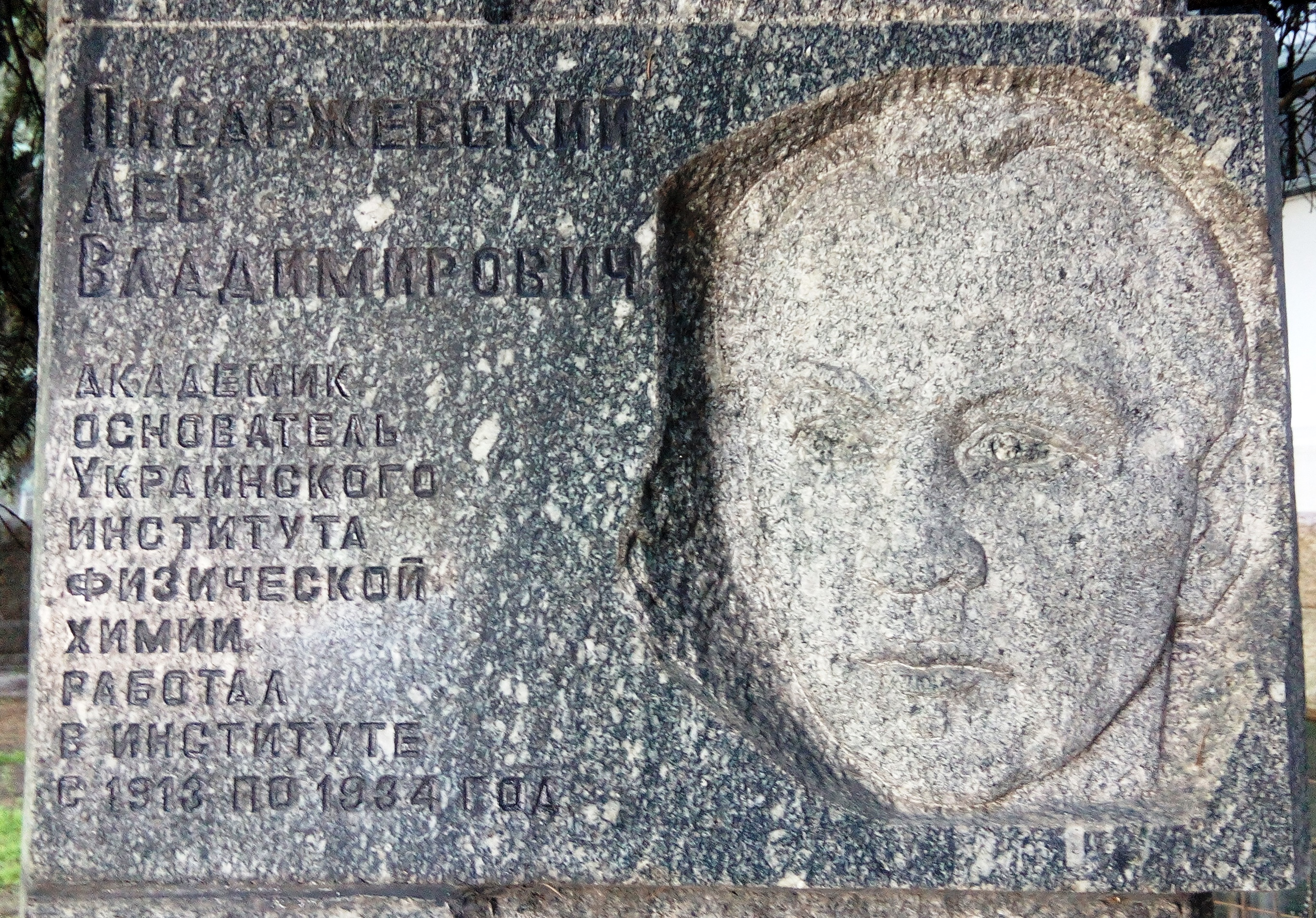
Барельєф Л. В. Писаржевському перед центральним корпусом НТУ "Дніпровська політехніка"
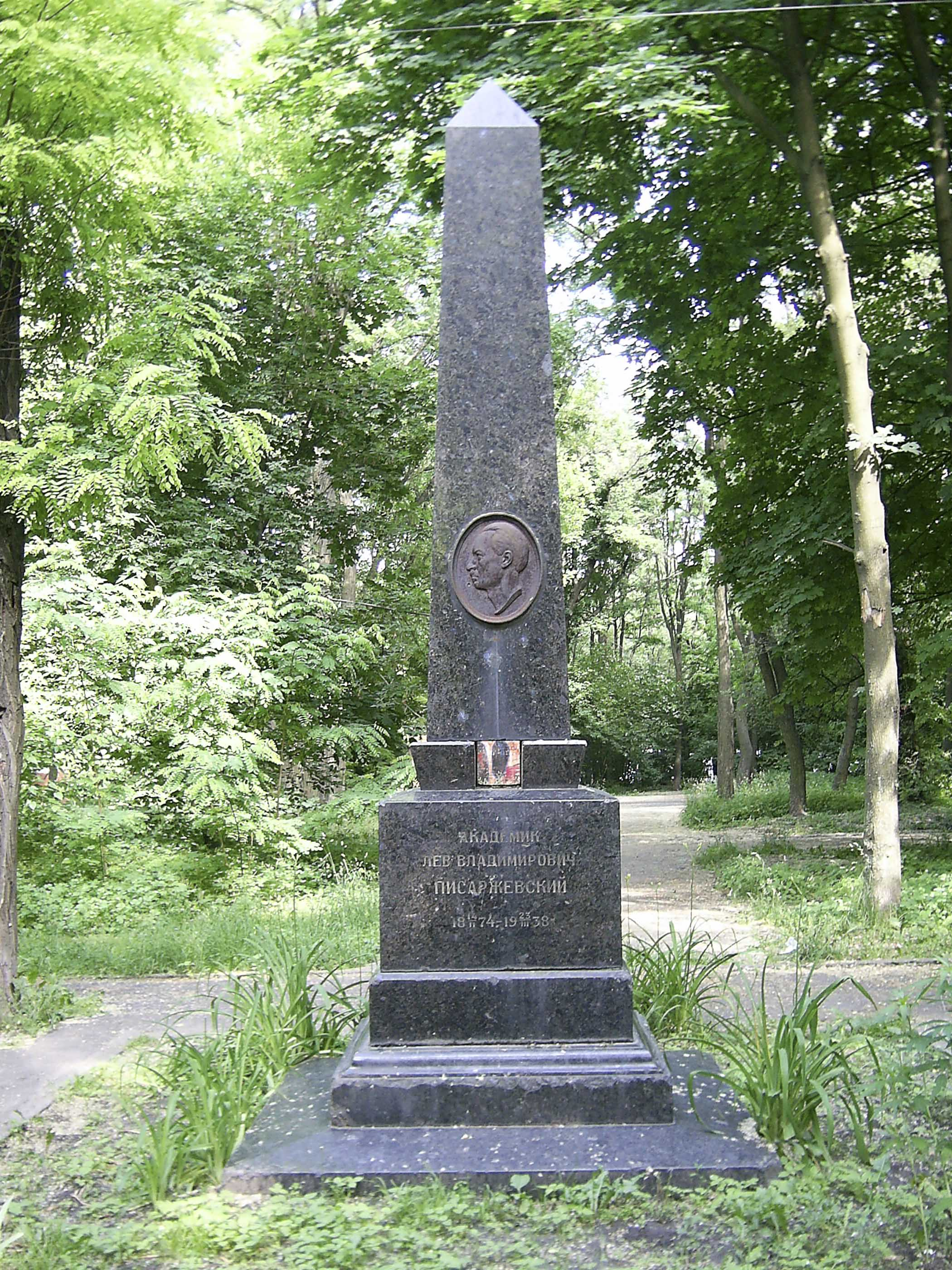
Обеліск на могилі Л. В. Писаржевського у Дніпрі на старому цвинтарі